# Finn Porath
Finn Porath (23 de febrero de 1997) es un futbolista alemán que juega como centrocampista en el Holstein Kiel de la 2. Bundesliga de Alemania.

## Trayectoria
Porath comenzó a jugar al fútbol en el Sport und Freizeit Herrburg en un municipio vecino de Lubeck.  En 2009 se unió a la canteradel VfB Lubeck. Después de una temporada llegó al Hamburgo S. V. Allí jugó en la B-Junioren- y A-Junioren-Bundesliga.
Para la temporada 2015/16, Porath fue trasladado al Profikader. Al mismo tiempo, estaba en el equipo del segundo equipo en el cuarto nivel Regionalliga Nord. Ya se había sentado en el banquillo de los suplentes en un partido del filial en la pretemporada, pero no fue sustituido. Después de recuperarse de una fractura de tobillo en su pie derecho sufrido en abril de 2015, Porath jugó algunos partidos con los Sub-19. En octubre de 2015, sufrió una fractura de clavícula y estuvo fuera durante unos dos meses. Se desempeñó bien en el campo de entrenamiento de invierno en Beleky estuvo en el equipo de la jornada por primera vez en la derrota 1-2 en el partido de vuelta contra el Bayern Múnich el 22 de enero de 2016.  Sin embargo, no fue utilizado hasta el final de la temporada. El 20 de noviembre de 2016, Porath hizo su debut profesional en 2-2 el undécimo día de la temporada 2016/17 de la Bundesliga en un partido con el TSG 1899 Hoffenheim cuando fue sustituido poco antes del final del partido. 
A finales de agosto de 2017, Porath extendió su contrato con el HSV hasta el 30 de junio de 2020 y se trasladó al club de la 3.liga el SpVgg Unterhaching cedido por dos años.  En la temporada 2017/18, Porath anotó 5 goles en 31 partidos de liga bajo el entrenador Claus Schromm. En la temporada 2018/19, jugó 29 partidos anotando un solo gol.
Después de que el nuevo entrenador del HSV Dieter Hecking porath anunciara durante las vacaciones de verano que no contaba con él, se marchó al Holstein Kiel, donde recibió un contrato que se extiende hasta el 30 de junio de 2021.

## Selección nacional
Porath jugó nueve veces para el equipo sub-16 de la DFB de septiembre de 2012 hasta junio de 2013, anotando tres goles. De noviembre de 2013 hasta mayo de 2014 jugó para el equipo sub-17. Jugó en los tres partidos en el Campeonato Europeo Sub-17 de 2014 en Malta. Anotó en 12 partidos para los sub-17.

## Clubes
| Club                        | País     | Año           |
| --------------------------- | -------- | ------------- |
| Hamburgo S. V.              | Alemania | 2015-2019     |
| SpVgg Unterhaching (cedido) | Alemania | 2017-2019     |
| Holstein Kiel               | Alemania | 2019-presente |